# Luis Manuel Seijas
Luis Manuel Seijas Gunther (Valencia, 23 juni 1986) is een Venezolaanse voetballer van Peruviaanse en Duitse origine. Van 2011 tot mei 2013 stond hij onder contract bij Standard Luik.

## Clubcarrière

### Jeugd
Luis Manuel Seijas Gunther is de zoon van Monica Gunther, een Duitse zakenvrouw, en Luis Fernando Seijas, een Peruviaanse orthodontist. Seijas begon zijn voetballoopbaan bij de jeugd van Club Italo de Valencia en stapte nadien over naar de jeugdelftallen van topclub Caracas FC.

### Caracas
Luis Manuel Seijas maakte in 2004 zijn debuut voor Caracas. Maar hij kreeg er niet veel speelkansen, waarna hij besloot om het na twee jaar voor bekeken te houden. Hij verliet zijn thuisland en verhuisde naar Argentinië.

### Banfield en Táchira
Seijas belandde in 2006 bij CA Banfield, waarvoor hij in totaal vier keer in actie kwam. Na één seizoen keerde hij terug naar zijn geboorteland en kreeg hij regelmatig speelkansen bij eersteklasser Deportiva Táchira.

### Santa Fe
In 2008 vertrok de Venezolaan naar het Colombiaanse Santa Fe. Hij veroverde er in 2009 meteen de Copa Colombia. In de loop der jaren groeide Seijas uit tot een vaste waarde bij Santa Fe. In totaal speelde hij meer dan 80 keer voor de Colombiaanse club.

### Standard Luik
Op 30 augustus 2011 tekende Seijas een contract voor drie seizoenen bij Standard Luik. Aanvankelijk kreeg de Venezolaan regelmatig speelkansen, maar in het seizoen 2012/13 verdween hij volledig uit beeld. Op 2 mei 2013 werd zijn contract met onmiddellijke ingang ontbonden.

## Interlandcarrière
Op 18 oktober 2006 debuteerde Seijas in de nationale ploeg van Venezuela. Het ging om een vriendschappelijke wedstrijd tegen Uruguay. De middenvelder speelde ook voor de nationale jeugdploegen van Venezuela. In 2011 werd hij met zijn land vierde op de Copa América. Scoren deed de middenvelder voor zijn land nog niet. Wel trof hij de lat in zijn eerste wedstrijd tegen Uruguay. Dit deed hij nog eens over in de 59e minuut van de wedstrijd, na een pas van Ronald Vargas.

## Spelerscarrière
| seizoen | club                          | land       | competitie         | duels | goals |
| ------- | ----------------------------- | ---------- | ------------------ | ----- | ----- |
| 2004/05 | Caracas Fútbol Club           | Venezuela  | Primera División   | -     | -     |
| 2005/06 | Caracas Fútbol Club           | Venezuela  | Primera División   | -     | -     |
| 2006/07 | CA Banfield                   | Argentinië | Primera División   | 4     | 0     |
| 2007/08 | Deportivo Táchira Fútbol Club | Venezuela  | Primera División   | 16    | 4     |
| 2008/09 | Independiente Santa Fe        | Colombia   | Copa Mustang       | 40    | 5     |
| 2009/10 | Independiente Santa Fe        | Colombia   | Copa Mustang       | 24    | 3     |
| 2010/11 | Independiente Santa Fe        | Colombia   | Copa Mustang       | 24    | 4     |
| 2011/12 | Standard Luik                 | België     | Jupiler Pro League | 28    | 4     |
| 2012/13 | Standard Luik                 | België     | Jupiler Pro League | 18    | 3     |
|         |                               |            | Totaal             | 163   | 21    |

1 Baroja ·
2 Ángel ·
3 Túñez ·
4 Vizcarrondo ·
5 Amorebieta ·
6 Cichero ·
7 Miku ·
8 Rincón ·
9 Rondón ·
10 Vargas ·
11 González ·
12 Dani ·
13 Seijas ·
14 Lucena ·
15 Guerra ·
16 Rosales ·
17 Martínez ·
18 Arango ·
19 Acosta ·
20 Perozo ·
21 Rivas ·
22 Murillo ·
23 Faríñez ·
Coach: Sanvicente